# RMJM
A RMJM  (Robert Matthew Johnson Marshall) é uma das mais reconhecidas redes britânicas de arquitetura e design internacional. Fundada em 1956 pelos arquitetos Robert Matthew e Stirrat Johnson-Marshall, os seus primeiros escritórios foram estabelecidos em Londres e Edimburgo. A RMJM fornece serviços que incluem arquitetura, engenharia, masterplanning, design urbano,de interiores e de produto para um leque de clientes dos mais diversos setores, incluindo educação, energia, governamental e hospitalidade.
Nos seus primeiros anos, a RMJM projetou num estilo moderno funcionalista, característico do Matthew e Johnson-Marshall, fortes apoiantes deste estilo no Reino Unido. A RMJM opera atualmente em Edimburgo, Nova Iorque, Dubai, Abu Dabi, Riade, Carachi, Teerã, Kuala Lumpur, Honcongue, Tóquio, Xangai, Shenzhen, Istambul, Ancara, Roma, Belgrado, Barcelona, Zurique, Valeta, Praga, Curitiba Córdoba, São Paulo, Nairobi, Mombaça, Pretória, Campala, Dar es Salaam e Gaborone. Em 2016, a RMJM anunciou a criação de estúdios "PRO" com a capacidade de providenciar serviços setoriais, nomeadamente Sport e Healthcare.

## História
A RMJM foi fundada pelo Stirrat Johnson-Marshall e Robert Matthew em 1956. Esta parceria prosseguiu após a decisão de Robert Matthew de contratar Johnson-Marshall para gerir um novo escritório em Londres para a sua empresa de arquitectura, a qual tinha sido seleccionada para a supervisão da construção da Casa de Nova Zelândia em Haymarket Road, Londres, descrita como “o centro de escritórios mais conceituado de Londres”.
Em 1961 a firma fez parceria com Tom Spaven, Kenneth Graham, Vernon Lee, John Richards, Chris Carter e Alan Whiteman o que resultou na mudança do nome da firma para RMJM & Partners. A mudança de nome marcou um progressivo interesse em grandes projetos internacionais; em 1967 a empresa empregava 350 pessoas nos seus escritórios em Edimburgo e Londres.
A RMJM começou a assumir mais projetos assim que uma uma maior procura por parte do setor público de construção cresceu, expandindo-se para Glasgow onde criaram um estúdio antes de expandirem além fronteiras britânicas. No final dos anos 60 a firma começou a trabalhar em projetos nos EUA; outros projetos no Médio Oriente e Ásia Central permitiram à RMJM estabelecer-se em inúmeros mais estúdios internacionais nas décadas vindouras.
Nas duas décadas seguintes a RMJM continua a expandir-se enquanto o seu estilo moderno funcionalista se tornara a sua imagem de marca. A RMJM fundou mais escritórios em mercados emergentes no Médio Oriente, Ásia Oriental e África. Hoje em dia a RMJM detém estúdios em vinte e cinco países.

## Galeria

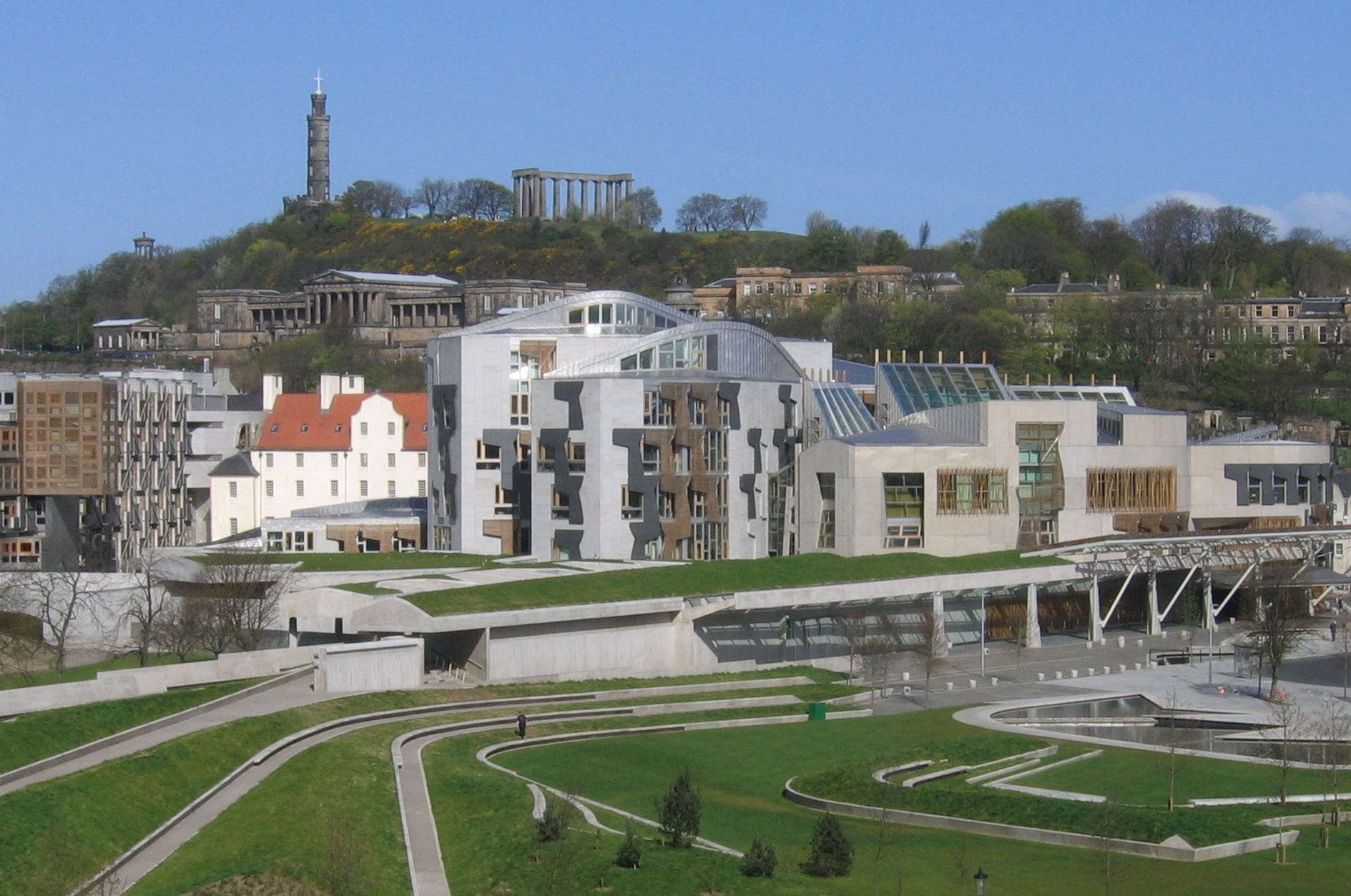
Edifício do Parlamento Escocês
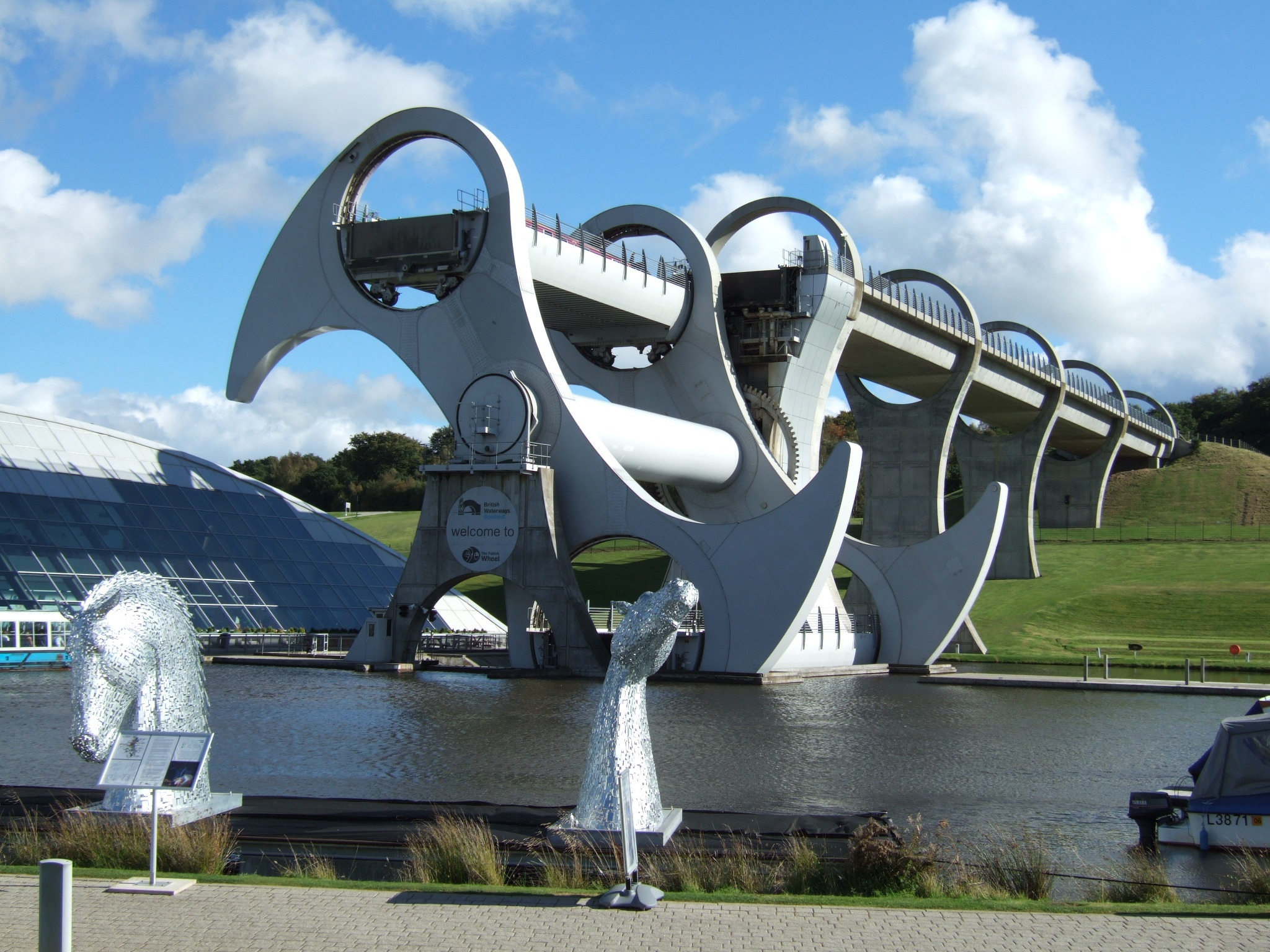
Roda de Falkirk
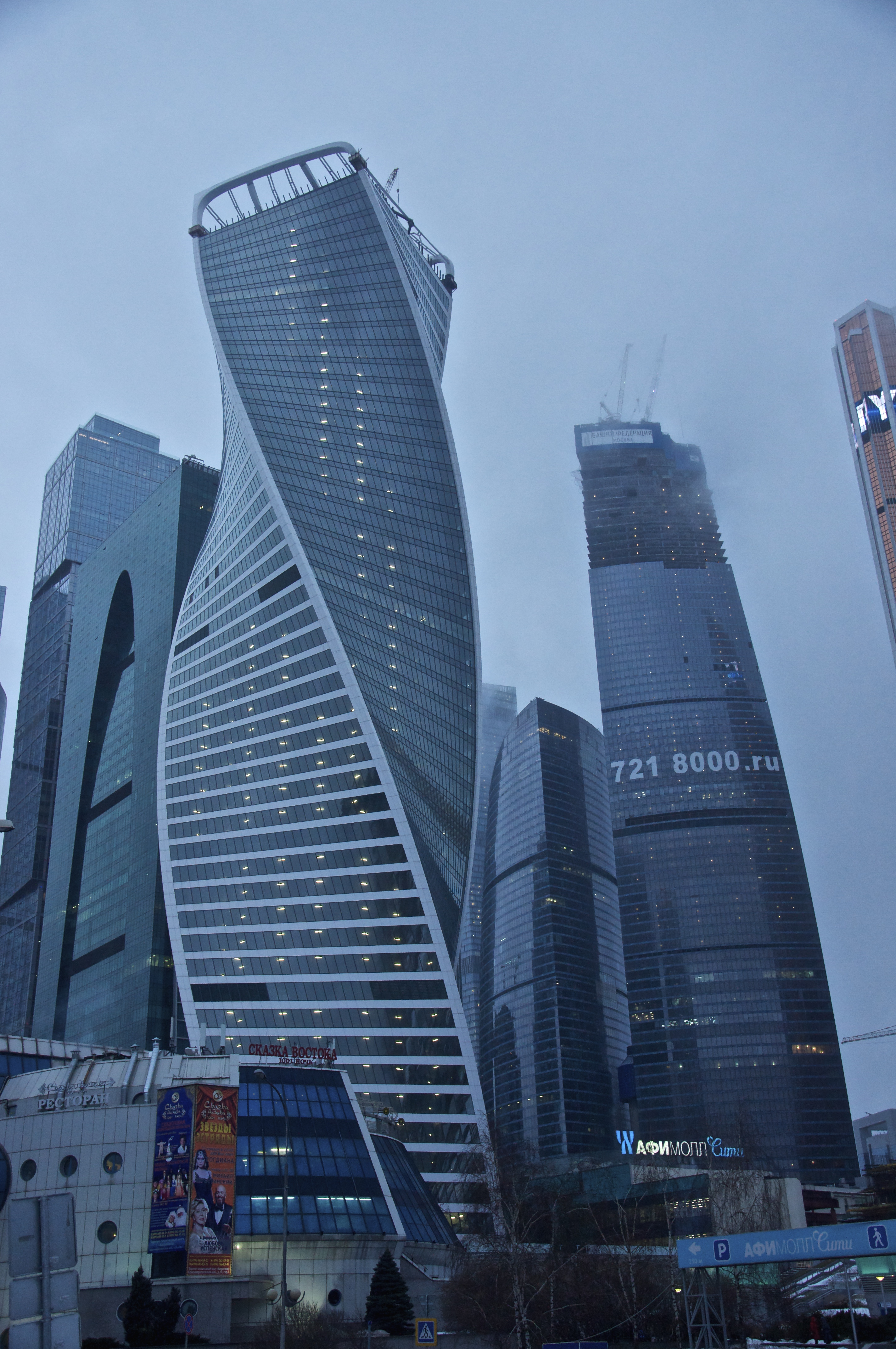
Evolution Tower
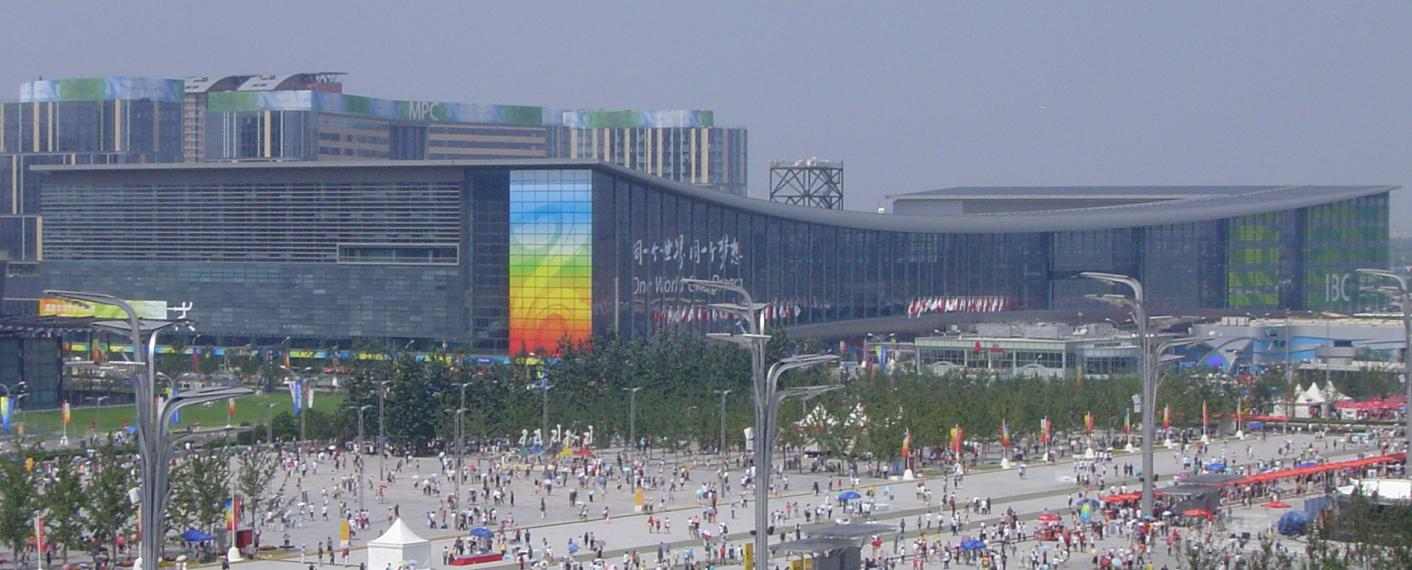
Centro de Convenções do Olympic Green